# Смірнов Віталій Степанович
Віталій Степанович Смірнов (біл. Смірноў Віталь Сцяпанавіч; 16 лютого 1930 — 1 листопада 2007) — білоруський дипломат. Постійний представник Республіки Білорусь в ООН (1967—1974).

## Життєпис
Народився 16 лютого 1930 року в селі Великі Сутоки Ліозненського района Вітебської області. Закінчив Мінський юридичний інститут, згодом Московський державний інститут міжнародних відносин, став дипломатом. Кілька років представляв Білоруську РСР в ООН. Обирався депутатом Верховної Ради Білоруської РСР. Працював головою Білоруського товариства дружби і культурних зв'язків із зарубіжними країнами.
У 1980—1985 рр. — посол Радянського Союзу в Пакистані, в 1985—1988 рр. в Головному управлінні БРСР з закордонного туризму, з 1988 року Посол СРСР в Народній Республіці Бангладеш.
Кандидат історичних наук. Був викладачем і професором кафедри зовнішньої політики і дипломатії в Академії управління при Президентові Республіки Білорусь, почесним консулом Бангладеш у Білорусі, почесним президентом білоруського Ротарі клубу.
11 листопада 2007 року помер.